# Cmentarze wojenne w Iskrzyni
Cmentarze wojenne w Iskrzyni – dwie mogiły zbiorowe z I wojny światowej położone na terenie miejscowości Iskrzynia, w gminie Korczyna, w powiecie krośnieńskim, w województwie podkarpackim.

## Opis
Mogiły żołnierskie w Iskrzyni są pokłosiem walk, do jakich doszło tu zarówno w 1914, jak i w 1915, gdy front przetaczał się przez ten teren kilka razy. W Iskrzyni znajdują się dwie zbiorowe mogiły oddalone od siebie. Obydwie zostały w 1983 podobnie urządzone przez miejscową ludność.

### Mogiła zbiorowa położona nadWisłokiem
(49°40′50,5″N 21°51′44,2″E/49,680694 21,862278)
Pochowano w niej najprawdopodobniej niezidentyfikowanych żołnierzy rosyjskich. Brak jest jakichkolwiek danych, co do liczny pochowanych. Mogiłę otacza betonowy fundament-krawężnik, na którym umieszczone były masywne, betonowe słupki połączone metalowym łańcuchem. Łańcuch zamieniono później na metalowy płot. We wnętrzu, na niewysokim postumencie wykonanym z kamieni, ustawiono metalowy krzyż. Na krzyżu zawieszono tablicę z napisem:

ŻOŁNIERZOM POLEGŁYM
W I WOJNIE ŚWIATOWEJ
MIESZKAŃCY ISKRZYNI

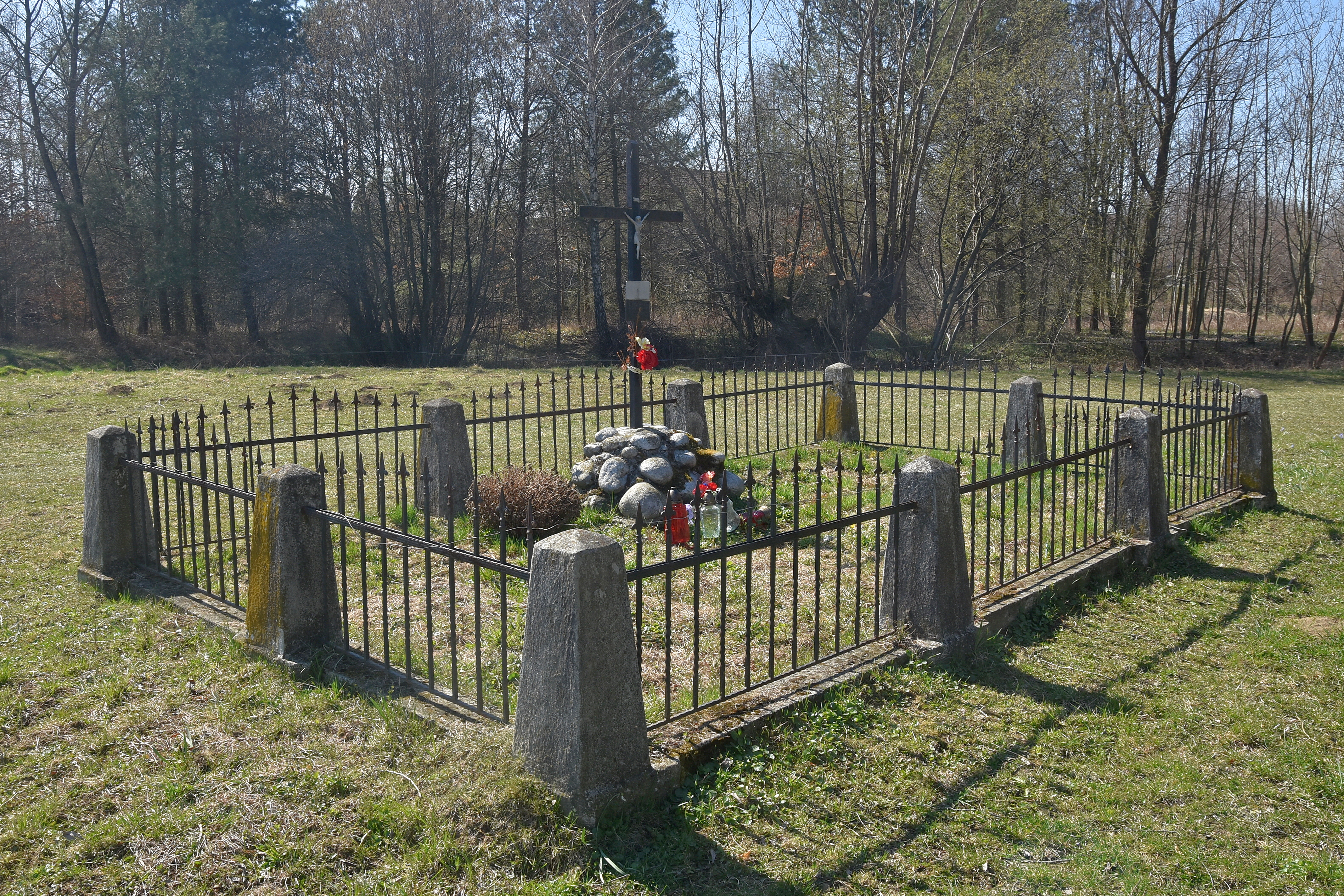
Widok ogólny
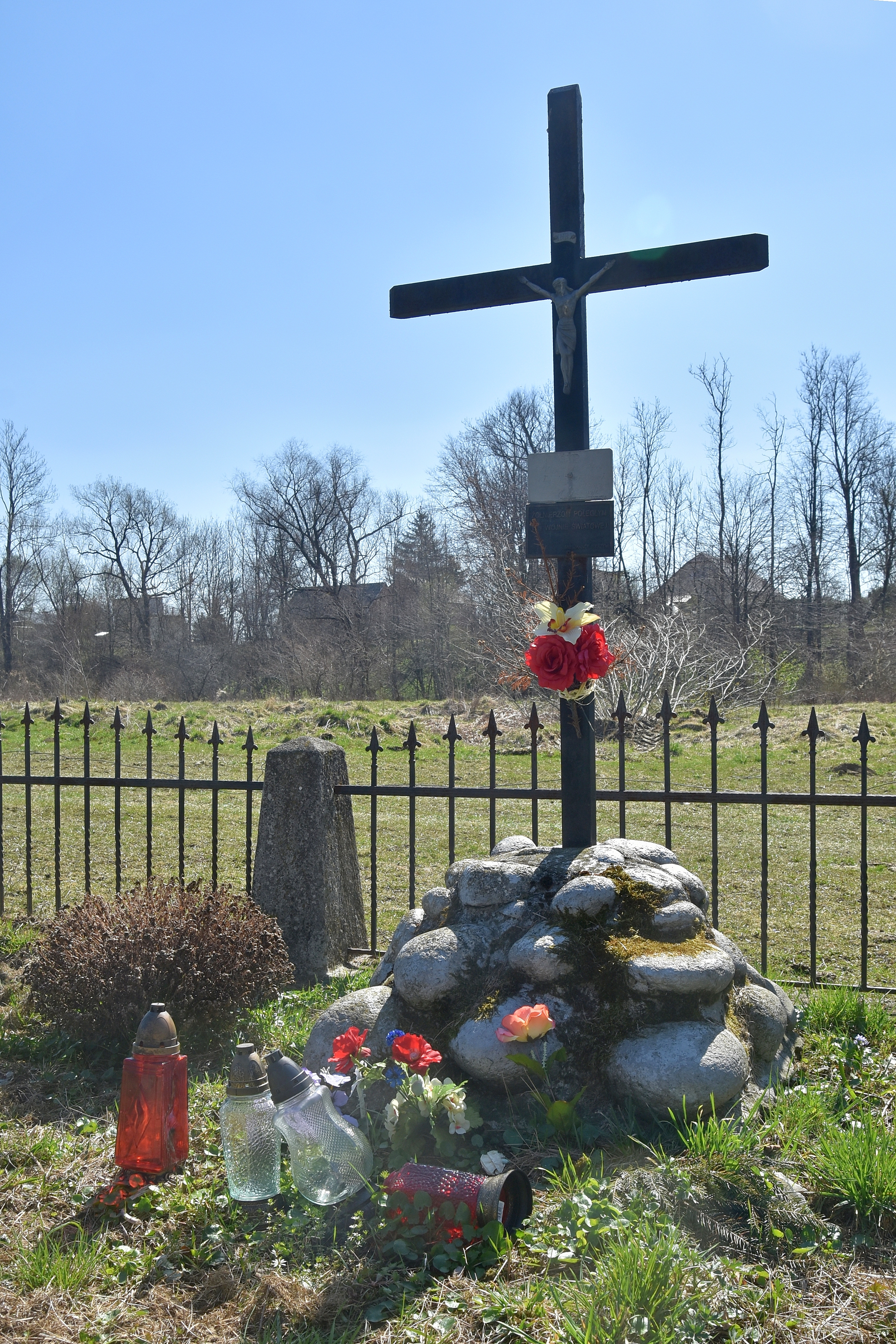
Krzyż
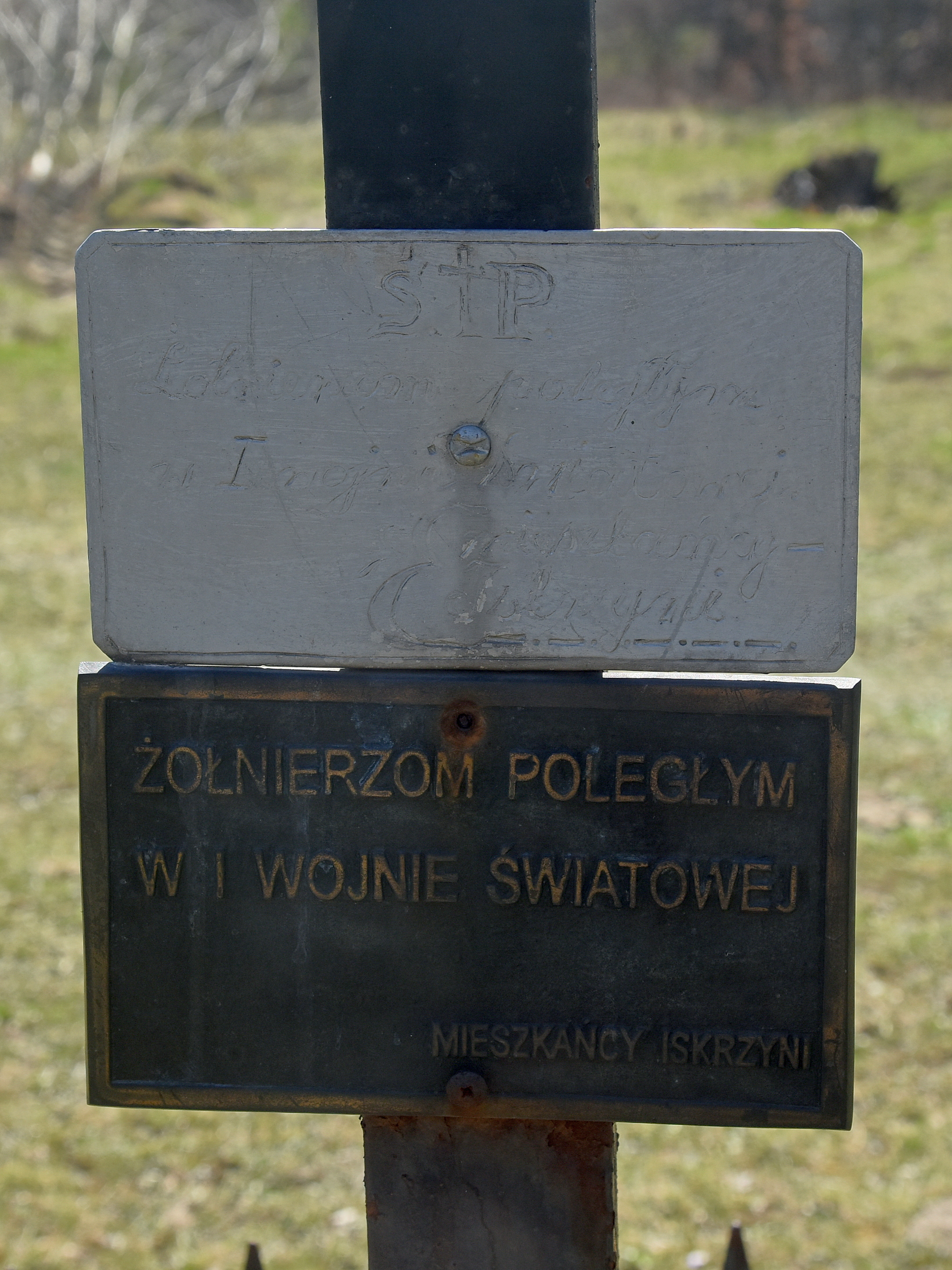
Tablica

### Mogiła zbiorowa położona obokdrogi krajowej nr 19
(49°41′41,6″N 21°52′19,0″E/49,694889 21,871944)
Znajduje się w przysiółku Zagórze nad niewielkim potokiem i kryje także najprawdopodobniej żołnierzy rosyjskich w nieustalonej liczbie. Otoczona jest 8 kamiennymi słupkami na fundamencie, pomiędzy którymi są rozwieszono łańcuchy. W tylnej części mogiły stoi metalowy krzyż, podobny do tego na mogile nad Wisłokiem i z tabliczką tej samej treści.

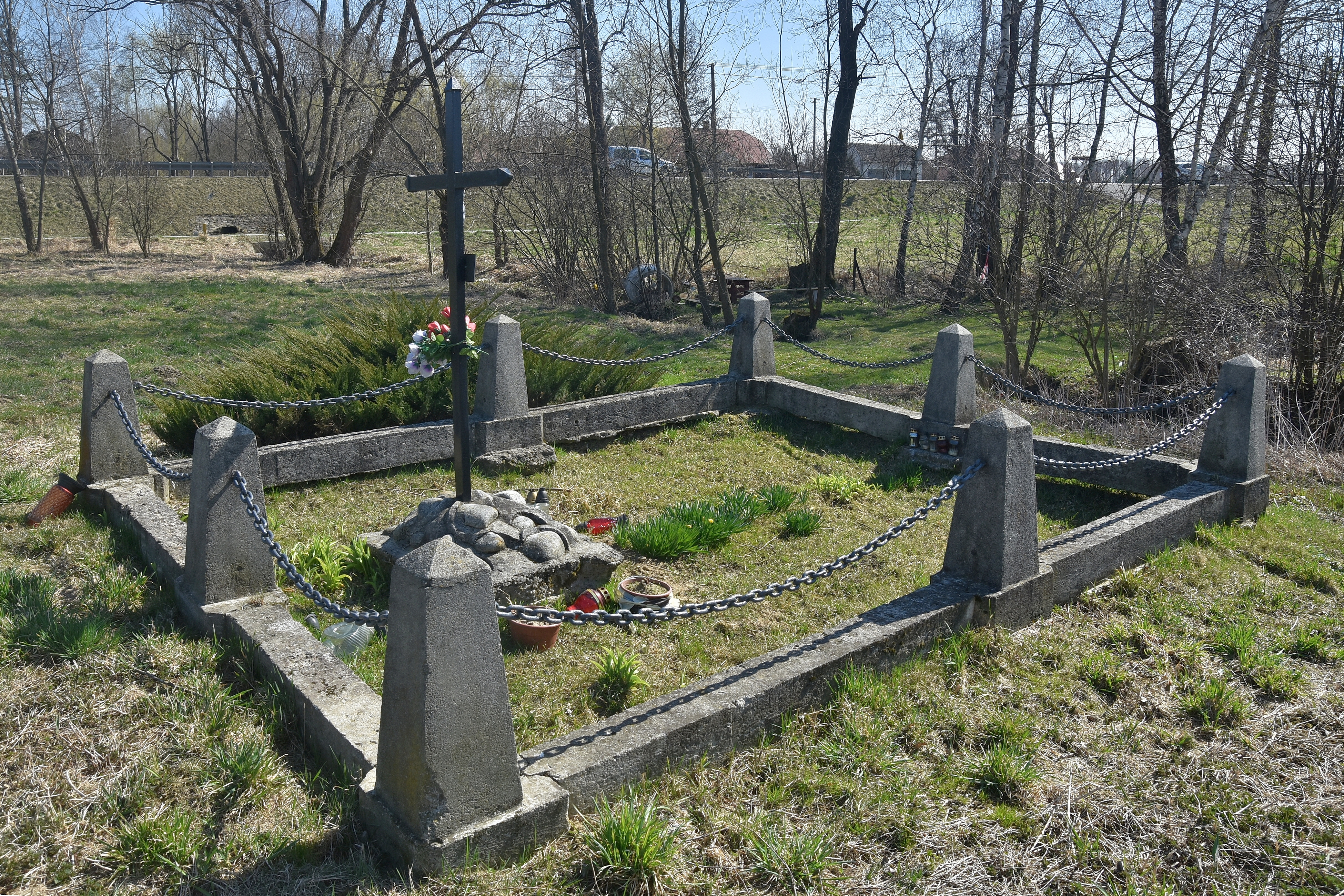
Widok ogólny
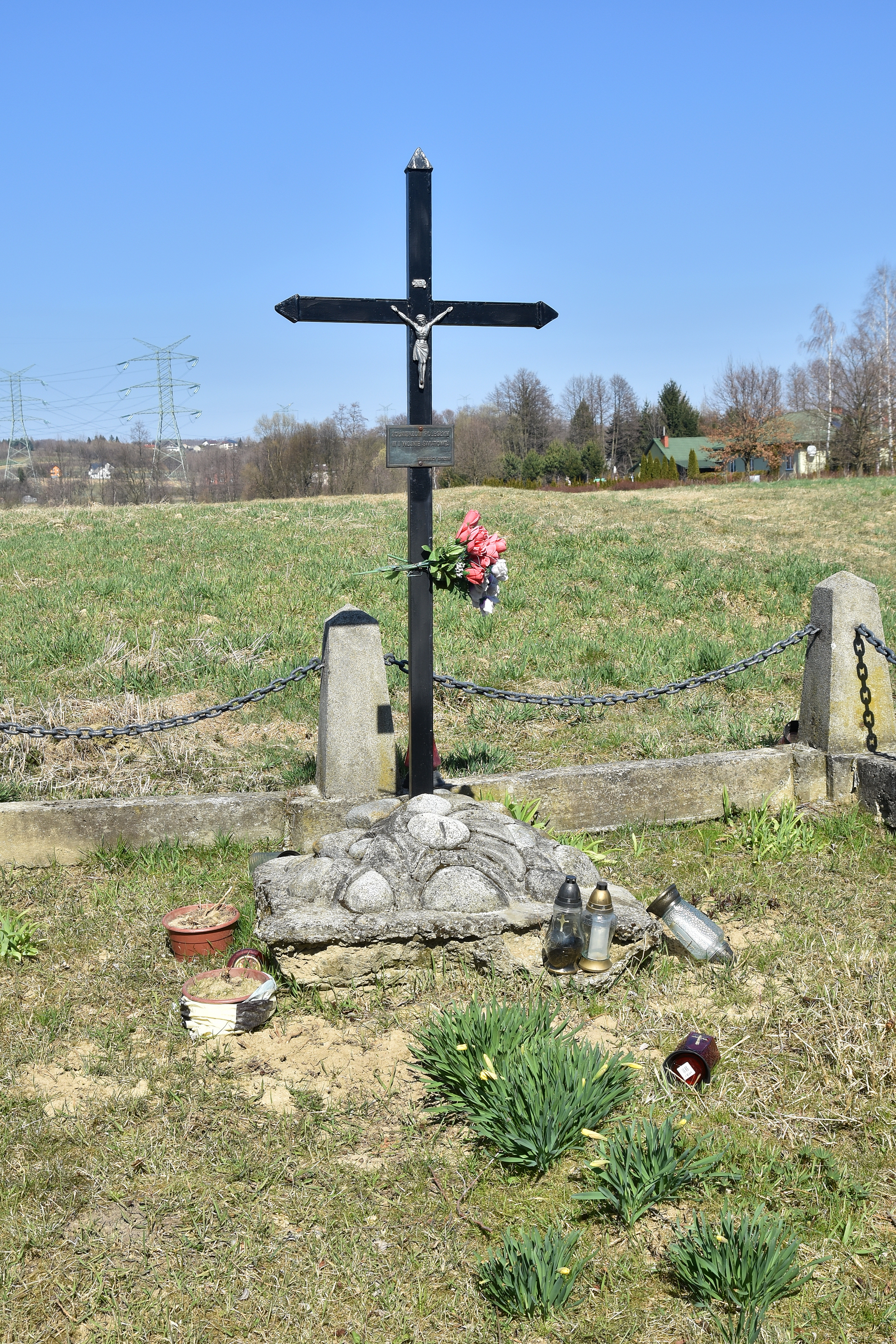
Krzyż
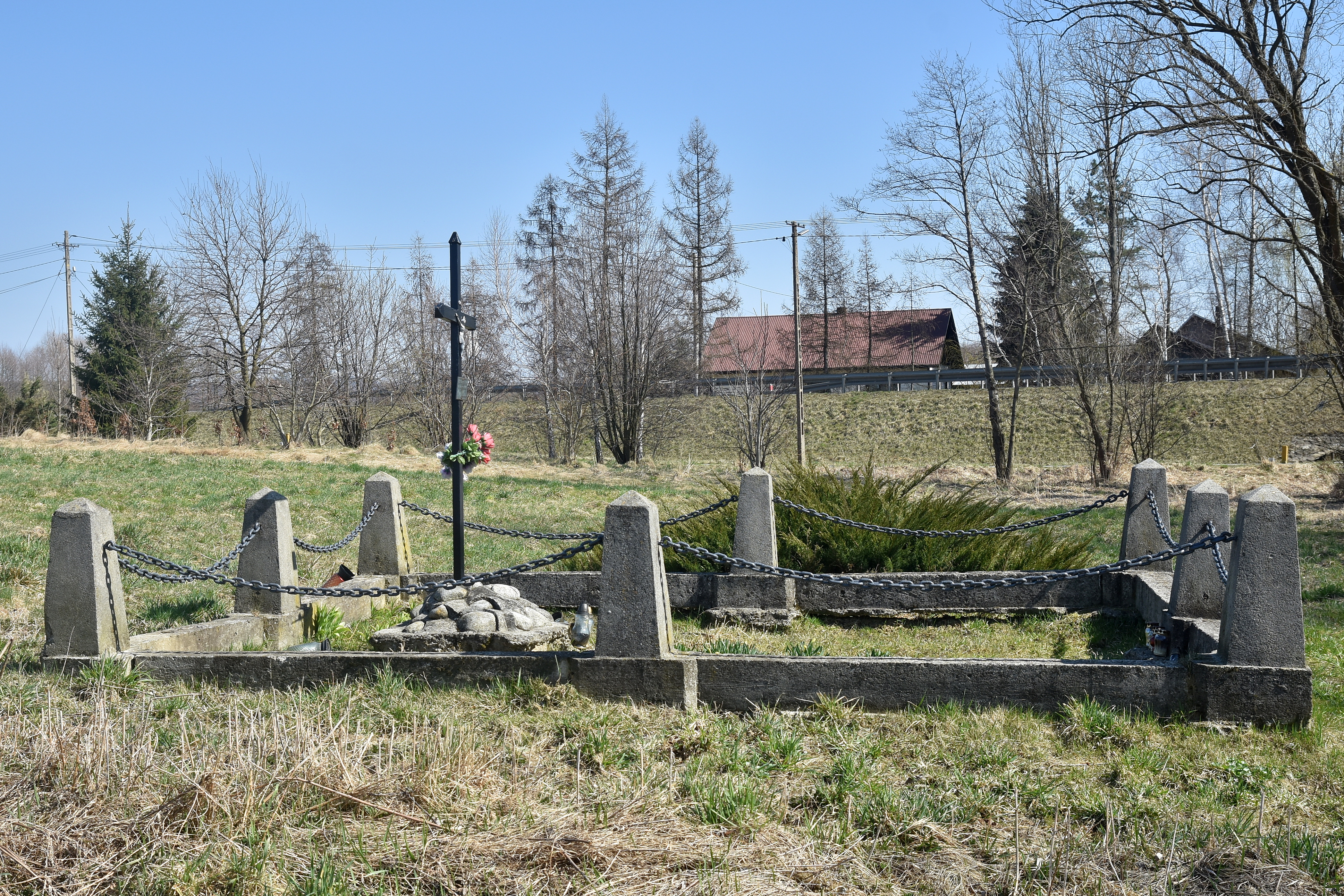
Widok ogólny